# Дукштасский район
Дукштасский район (лит. Dūkšto rajonas) — административно-территориальная единица в составе Литовской ССР, существовавшая в 1950—1959 годах. Центр — город Дукштас.
Дукштасский район был образован в составе Вильнюсской области Литовской ССР 20 июня 1950 года. В его состав вошли 24 сельсовета Зарасайского уезда и 1 сельсовет Швенчёнского уезда.
28 мая 1953 года в связи с ликвидацией Вильнюсской области Дукштасский район перешёл в прямое подчинение Литовской ССР.
В 1956 году центр района Дукштас получил статус города.
7 декабря 1959 года Даугайский район был упразднён, а его территория разделена между Игналинским (Дукштас и 10 сельсоветов) и Зарасайским (1 сельсовет) районами.